# الزخارف المتماسكة (رواية)
الزخارف المتماسكة (بالإنجليزية: The Solid Mandala)‏ هي رواية للكاتب الأسترالي الحائز على جائزة نوبل باتريك وايت، نشرت عام 1966، لأول مرة عن دار نشر آير آند سبوتيسوود.